# Banco de Somalilandia
 El Banco de Somalilandia (en somalí: Baanka Somaliland) es un banco central en Somalilandia, una república autodeclarada que es reconocida internacionalmente como una región autónoma de Somalia. Establecida en 1994, sirve como autoridad monetaria y banco comercial para el territorio. El banco central estaba previsto en la constitución de Somalilandia. Tiene una oficina central en Hargeisa, además de otras siete sucursales, y cuatro oficinas de cambio en los aeropuertos de Hargeisa, Berbera, Borama y Gabiley. 

## Objetivos
De conformidad con el artículo 3 de la Ley Constitutiva del Banco de Somalilandia, el banco tiene como objetivo: 
- Mantener la estabilidad de precios y de tipos de cambio.
- Promover el crédito y las condiciones comerciales que apoyan el crecimiento económico equilibrado
- Apoyar las políticas económicas y financieras del gobierno cuando sea posible.